# Menetou-sur-Nahon
Menetou-sur-Nahon är en kommun i departementet Indre i regionen Centre-Val de Loire i de centrala delarna av Frankrike. Kommunen ligger i kantonen Saint-Christophe-en-Bazelle som tillhör arrondissementet Issoudun. År 2022 hade Menetou-sur-Nahon 143 invånare.

## Befolkningsutveckling
Antalet invånare i kommunen Menetou-sur-Nahon
Referens:INSEE